# قرار مجلس الأمن التابع للأمم المتحدة رقم 1348
قرار مجلس الأمن التابع للأمم المتحدة رقم 1348، المتخذ بالإجماع في 19 نيسان / أبريل 2001، بعد إعادة التأكيد على القرار 864 (1993) وجميع القرارات اللاحقة بشأن أنغولا، ولا سيما القرارات 1127 (1997) و1173 (1998) و1237 (1999) و1295 (2000) و1336 (2001)، مدد المجلس آلية مراقبة العقوبات المفروضة على يونيتا لمدة ستة أشهر أخرى حتى 19 أكتوبر 2001.
وأعرب مجلس الأمن عن قلقه من آثار الحرب الأهلية على الوضع الإنساني، مؤكدا أن الوضع لا يزال يشكل تهديدا للسلم والأمن الدوليين. كما أعلن أن آلية المراقبة ستكون قائمة طالما كان ذلك ضروريا. بموجب الفصل السابع من ميثاق الأمم المتحدة، قام المجلس بتمديد آلية المراقبة الموصوفة في القرار 1295 لمدة ستة أشهر وطلب منها تقديم تقرير دوري إلى اللجنة المنشأة بموجب القرار 864 مع تقرير نهائي بحلول 19 أكتوبر 2001.
طُلب من الأمين العام كوفي عنان تعيين ما يصل إلى خمسة خبراء للعمل في آلية المراقبة واتخاذ الترتيبات المالية لهذا الغرض. وأخيراً، تمت دعوة جميع الدول للتعاون مع الآلية خلال فترة تفويضها.

## روابط خارجية
- نص القرار في undocs.org